# Gnoma gilmouri
Gnoma gilmouri es una especie de escarabajo longicornio del género Gnoma, tribu Gnomini, subfamilia Lamiinae. Fue descrita científicamente por Dillon & Dillon en 1951.
La especie se mantiene activa durante el mes de diciembre.

## Descripción
Mide 13-24,5 milímetros de longitud.

## Distribución
Se distribuye por Malasia y Tailandia.